# Tour Down Under
De Tour Down Under is een wielerwedstrijd rond de stad Adelaide, de hoofdstad van de deelstaat Zuid-Australië, Australië.
De wedstrijd wordt sinds 1999 jaarlijks in de tweede helft van januari verreden en neemt inmiddels een belangrijke plaats in op de wielerkalender. Veel (Europese) ploegen gebruiken de wedstrijd als voorbereiding op het wielerseizoen dat een maand later in Europa van start gaat, terwijl Australische renners, zoals dertienvoudig etappewinnaar Robbie McEwen, in de ronde een van hun weinige kansen zien om ook in eigen land te kunnen presteren.
Sinds 2005 maakte de wedstrijd deel uit van het Australische continentale circuit van de UCI, de UCI Oceania Tour. In 2008 werd de Tour Down Under opgenomen in de UCI ProTour. In 2009 kreeg de wedstrijd internationaal extra aandacht omdat Lance Armstrong er zijn eerste officiële wedstrijd reed sinds zijn comeback. Allan Davis won deze wedstrijd in 2009. Vanaf 2011 behoort de wedstrijd tot de UCI World Tour.
Twee dagen voorafgaand aan de eerste etappe wordt elk jaar de People's Choice Classic verreden, een kort criterium door de straten van Adelaide.
In 2021 en 2022 werd de wedstrijd niet verreden vanwege de coronapandemie die in 2020 uitbrak. Hierdoor waren er beide jaren strenge quarantainemaatregelen in Australië, waardoor het voor de wielrenners niet mogelijk was om hier naartoe te reizen.

## Lijst van winnaars

### Meervoudige winnaars
| Overwinningen | Renner         | Jaren                  |
| ------------- | -------------- | ---------------------- |
| 4             | Simon Gerrans  | 2006, 2012, 2014, 2016 |
| 2             | Stuart O'Grady | 1999, 2001             |
| 2             | André Greipel  | 2008, 2010             |
| 2             | Daryl Impey    | 2018, 2019             |
| 2             | Richie Porte   | 2017, 2020             |

### Overwinningen per land
| Overwinningen | Land                                                   |
| ------------- | ------------------------------------------------------ |
| 14            | Australië                                              |
| 2             | Duitsland, Spanje, Zuid-Afrika                         |
| 1             | Frankrijk, Nederland, Verenigd Koninkrijk, Zwitserland |

## Vrouwen
De Santos Women's Tour wordt sinds 2012 jaarlijks georganiseerd in januari, samen met de Tour Down Under. Ervoor werden ook al enkele wedstrijden voor vrouwen georganiseerd, onder diverse namen. In 2014 won de Nederlandse Loes Gunnewijk. Vanaf 2016 maakt de wedstrijd deel uit van de UCI-kalender, twee jaar in de categorie 2.2 en vanaf 2018 in categorie 2.1. Na de editie van 2018 maakte de organisatie bekend, dat de vrouwelijke renners in 2019 evenveel prijzengeld zullen ontvangen als hun mannelijke collega's. Dit komt neer op meer dan het zesvoudige van wat zij voordien kregen.
| Jaar                                    | Winnaar                       | Tweede                        | Derde                         |
| Jacob's Creek Tour Down Under           | Jacob's Creek Tour Down Under | Jacob's Creek Tour Down Under | Jacob's Creek Tour Down Under |
| --------------------------------------- | ----------------------------- | ----------------------------- | ----------------------------- |
| 2004                                    | Oenone Wood                   | Sara Carrigan                 | Olivia Gollan                 |
| 2005                                    | Jenny MacPherson              | Rochelle Gilmore              | Alexis Rhodes                 |
| The Advertiser Women's Criterium Series |                               |                               |                               |
| 2006                                    | Jenny MacPherson              | Sally Ann Cowman              | Bridget Evans                 |
| UniSA Women's Criterium Series          |                               |                               |                               |
| 2007                                    | Jenny MacPherson              | Belinda Goss                  | Peta Mullens                  |
| Rendition Homes - Santos Women's Cup    |                               |                               |                               |
| 2011                                    | Chloe Hosking                 | Annette Edmondson             | Nicole Whitburn               |
| Santos Women's Tour                     |                               |                               |                               |
| 2012                                    | Judith Arndt                  | Rebecca Werner                | Alexis Rhodes                 |
| 2013                                    | Kimberley Wells               | Nicole Whitburn               | Jenny MacPherson              |
| 2014                                    | Loes Gunnewijk                | Valentina Scandolara          | Amanda Spratt                 |
| 2015                                    | Valentina Scandolara          | Melissa Hoskins               | Loren Rowney                  |
| 2016                                    | Katrin Garfoot                | Shelley Olds                  | Lauren Kitchen                |
| 2017                                    | Amanda Spratt                 | Janneke Ensing                | Kirsten Wild                  |
| 2018                                    | Amanda Spratt                 | Lauren Stephens               | Katrin Garfoot                |
| 2019                                    | Amanda Spratt                 | Lucy Kennedy                  | Rachel Neylan                 |
| 2020                                    | Ruth Winder                   | Liane Lippert                 | Amanda Spratt                 |
| 2021                                    | Niet verreden                 | Niet verreden                 | Niet verreden                 |
| 2022                                    | Niet verreden                 | Niet verreden                 | Niet verreden                 |
| 2023                                    | Grace Brown                   | Amanda Spratt                 | Georgia Williams              |
| 2024                                    | Sarah Gigante                 | Nienke Vinke                  | Neve Bradbury                 |
| 2025                                    | Noemi Rüegg                   | Silke Smulders                | Mie Bjørndal Ottestad         |

### Meervoudige winnaars
| Overwinningen | Renster       | Jaren            |
| ------------- | ------------- | ---------------- |
| 3             | Amanda Spratt | 2017, 2018, 2019 |

### Overwinningen per land
| Aantal | Land                                                        |
| ------ | ----------------------------------------------------------- |
| 7      | Australië                                                   |
| 1      | Duitsland, Italië, Nederland, Verenigde Staten, Zwitserland |

1999 · 
2000 · 
2001 · 
2002 · 
2003 · 
2004 · 
2005 · 
2006 · 
2007 · 
2008 · 
2009 · 
2010 · 
2011 · 
2012 · 
2013 · 
2014 · 
2015 · 
2016 · 
2017 · 
2018 · 
2019 · 
2020  · 
2021-2022 · 
2023 · 2024 · 2025
2011 · 2012 · 2013 · 2014 · 2015 · 2016 · 2017 · 2018 · 2019 · 2020 · 2021 · 2022 · 2023 · 2024 · 2025
Tour Down Under · Great Ocean Road Race · Ronde van de Verenigde Arabische Emiraten · Omloop Het Nieuwsblad · Strade Bianche · Parijs-Nice · Tirreno-Adriatico · Milaan-San Remo · Ronde van Catalonië · Classic Brugge-De Panne · E3 Harelbeke · Gent-Wevelgem · Dwars door Vlaanderen · Ronde van Vlaanderen · Ronde van het Baskenland · Parijs-Roubaix · Amstel Gold Race · Waalse Pijl · Luik-Bastenaken-Luik · Ronde van Romandië · Eschborn-Frankfurt · Ronde van Italië · Ronde van Auvergne-Rhône-Alpes · Ronde van Zwitserland · Copenhagen Sprint · Ronde van Frankrijk · Clásica San Sebastián · Ronde van Polen · Cyclassics Hamburg · Renewi Tour · Ronde van Spanje · Bretagne Classic · GP van Québec · GP van Montréal · Ronde van Lombardije · Ronde van Guangxi
World Cup:
1998 · 
1999 · 
2000 · 
2001 · 
2002 · 
2003 · 
2004 · 
2005 · 
2006 · 
2007 · 
2008 · 
2009 · 
2010 · 
2011 · 
2012 · 
2013 · 
2014 · 
2015
World Tour:
2016 · 
2017 · 
2018 · 
2019 · 
2020 · 
2021 ·
2022 ·
2023 ·
2024 ·
2025
Huidige koersen:
Tour Down Under · Cadel Evans Great Ocean Road Race · Ronde van de Verenigde Arabische Emiraten · Omloop Het Nieuwsblad · Strade Bianche · Ronde van Drenthe · Trofeo Alfredo Binda · Classic Brugge-De Panne · Gent-Wevelgem · Ronde van Vlaanderen · Parijs-Roubaix · Amstel Gold Race · Waalse Pijl · Luik-Bastenaken-Luik · Ronde van Chongming · Ronde van het Baskenland · Ronde van Burgos · RideLondon Classique · The Women's Tour · Ronde van Zwitserland · Copenhagen Sprint · Giro Donne · Tour de France Femmes · Ronde van Scandinavië · Classic Lorient Agglomération · Simac Ladies Tour · La Vuelta Femenina · Ronde van Romandië · Ronde van Guangxi
Voormalige koersen:
Philadelphia Cycling Classic · Ronde van Californië · Emakumeen Bira · La Course by Le Tour de France · Open de Suède Vårgårda